# Кириловка (Тараклійський район)
Кири́ловка (рум. Chirilovca) — село в Тараклійському районі Молдови. Разом із селами Виноградівка, Чумай і Мирне входить до складу комуни Виноградовка. До 1945 року населений пункт мав назву Ойтуз.

## Географія
Село розташоване на висоті 69 метрів над рівнем моря. Відстань до адміністративного центру комуни села Виноградівка – 3 км.

## Населення
За даними перепису населення Молдови 2004 року, в селі Кириловка проживає 253 особи (126 чоловіків, 127 жінок), серед них: українці (32,5%), гагаузи (24%), молдовани (19%), болгари (12%), росіяни (11%).

## Економіка
Економіка села обмежується обробкою сільськогосподарських земель і торгівлею. Сільськогосподарський потенціал села досить високий, однак у зв'язку з цілою низкою чинників, має низьку продуктивність: недорозвинений технологічний сектор, викликаний недоліком інвестицій і утруднений доступ до кредитів, низька заробітна плата працівників, трудова міграція. Безробіття залишається однією з найбільш гострих проблем, з якою стикається населення протягом останніх років.

## Водні ресурси
Водні ресурси Кириловки представлені поверхневим водами. Поверхневі джерела води у селі обмежені. Якісних ресурсів для забезпечення питною водою та водою для іригації недостатньо.
Поверхневі води
Поверхневі води в селі Кириловка представлені річкою Великий Ялпуг, яка протікає поруч з населеним пунктом. Поверхневі води не можуть використовуватися для забезпечення жителів села питною водою .

## Водопостачання та водовідведення
Населення села має суттєві проблеми, пов'язані з доступом до питної води. Станом на 2016 рік в населеному пункті, що складається з 66 господарств, відсутній водопровід і каналізація. Населення забезпечується привізною водою з села Чумай приватним способом. 